# Patinoire de Tondiraba
La patinoire de Tondiraba (en estonien : Tondiraba jäähall) est une salle multi-sport située dans le quartier de Tondiraba à Tallinn en Estonie.

## Présentation
La patinoire, inaugurée en 2014, peut recevoir jusqu'à 7 600 personnes.
Elle accueille généralement les matchs de basket-ball, de hockey sur glace et de volley-ball et des concerts.

## Événements
- Les championnats du monde juniors de patinage artistique 2015
- Les championnats du monde juniors de patinage artistique 2020
- Les championnats d'Europe de patinage artistique 2022
- Les championnats des quatre continents de patinage artistique 2022
- Les championnats du monde juniors de patinage artistique 2022
- Les championnats d'Europe de patinage artistique 2025
- Les championnats du monde juniors de patinage artistique 2026